# 中野善次郎
中野 善次郎（なかの ぜんじろう、1866年8月18日〈慶応2年7月9日〉 - 1944年6月24日〈昭和19年〉）は、日本の明治・大正期における実業家。滋賀県出身。

## 生涯

### 生い立ち
1866年（慶応2年）7月9日、近江国野洲郡守山村吉身（現・滋賀県守山市吉身）で誕生。
父は滋賀県議会議長や衆議院議員を務めた岡田逸治郎、母は逸治郎の二番目の妻いを。八男七女の三男として誕生（長男夭折により対外的には次男の扱い）し、久治郎と称した。
その後、1876年（明治9年）8月、愛知県額田郡岡崎の木村家に養子として入るが離縁され復籍。1882年（明治15年）6月20日、滋賀県栗太郡草津村（現・滋賀県草津市）の実業家である中野傳助の娘みさと結婚し、中野家の入り婿として傳助の養嗣子となり中野善次郎と改名した。
中野家は「瀬田善」を屋号とし、肥料商として財をなした。越前敦賀に帆船数隻を保有し北海道より海産肥料を仕入れ近畿にて卸を行うほか、草津村矢倉にて酒の醸造を営む。また、文久年間には草津名物の一つ「姥ヶ餅」の営業株を買い入れ、明治に入り大々的に売り出すなど当時の草津を代表する商家である。その傍ら、海産肥料輸送を利用して逓信局運送の業に協力し、滋賀県下郵便制度普及にも尽くしていた。

### 実業
当時の滋賀県栗太郡の有力者が集まり、1897年（明治30年）栗太銀行を設立（8月23日設立認可、10月17日営業開始）した。善次郎は大株主として参加し、設立当初より取締役に就任。
また、養父傳助は1894年（明治27年）に草津村村長となり、1895年（明治28年）町制施行後の最初の草津町町長に就任。また、1898年（明治31年）9月には県会議員に当選したが老齢のため一期で引退した。善次郎は傳助の跡を継ぎ、草津町長・郡会議員を歴任し、1899年（明治32年）9月県会選挙に当選し滋賀県会議員に選出される。
その後1904年（明治37年）1月養父傳助が逝去した。
善次郎は銀行業務に精励し、栗太銀行は1916年（大正5年）には資本金百万円・本支店営業所18店を持つ地域有力銀行にまで成長。善次郎も、栗太銀行専務取締役となった。しかし、昭和2年渡辺銀行破綻に始まった金融恐慌に栗太銀行も巻き込まれ、滋賀県内では1927年（昭和2年）3月23日に浅沼銀行長浜支店休業に続き、4月15日栗太銀行も休業を発表。1929年（昭和4年）3月3日臨時株主総会にて全役員・監査役が辞任、善次郎も経営の責任を負って辞任すると共に3万円の私財を提供した。
この他に江南商事株式会社代表取締役、滋賀農工銀行・江州メリヤス株式会社監査役を務めた。

## エピソード
姥ヶ餅
姥ヶ餅の由来
1. 初代姥ヶ餅販売を行った福井久右衛門重好は、近江源氏佐々木家の旗下であった旧勢田庄奉行・矢倉越前守藤原国重の後胤であったが、妻の「との」は重好の早世後、餅屋を始めた。とのが作った餅は、後に姥が餅と称されるようになった（江戸時代に姥が餅屋を営んでいた金沢家の記録『金沢よし子家文書』）。
2. 佐々木義賢の後胤は寛永の頃（1624年 - 1644年）まで代官を勤めていたが、わけあって誅滅された。残された三歳の曾孫を、乳母が預かり、郷里の草津に戻って密かに養った。乳母はその糧として餅を作っては街道に出て、大名高家の乗物などにすがって「懐きたる子はよしある子なり。其養ぐさえ」と言っては泣いて餅を買ってくれるよう訴えたため、情け深い人々が乳母の餅を買っていった。後に乳母は小さな店を開けるようにまでになり、乳母が作る餅も「乳母ヶ餅」と呼ばれるようになった（『近江名所絵図』（1814年（文化11年）刊）に記された由来である）。

中野家が金沢家より営業株を買い取った後、中野清蔵（中野傳助の父）が、矢倉の本店のほかに、明治初期に草津宿内の六丁目（現草津三丁目）、東海道と山田道との追分辺りに支店を出店。草津に鉄道が敷かれ駅が完成した1889年（明治22年）には、草津駅構内でも姥が餅の販売が行われるようになった。さらに、中野傳助の代（1892年（明治25年）に本店は駅前の中山道沿い（旧大路井村）に移転した。店の経営は中野善次郎の後中野悌三が受け継ぐが、現在は折詰弁当業を営む南洋軒に引き継がれている。
短歌
善次郎は短歌を嗜み金子元臣に師事し、金子氏が主宰する「心鈴社」同人として多くの句を残している。「おごそかに　切火うちたり　わがかもす酒　うまかれと　祝詞まをして」などの、家業であった酒を題としたものが多い。

## 親族
- 養父:中野傳助（不詳―1904年）滋賀県草津の実業家
- 妻：みさ（不詳－ 不詳）傳助息女。
- 妻：かず（1887年生）高橋正意五女。
- 長女：さゆ（1884年―1940年）兄岡田国太郎の長男岡田驤（福岡医科大学卒、旧福岡高校教授・医師）に嫁ぐ。
- 長男：精一（1888年生）
- 次男：雄二（1890年生）
- 三男：悌三（1896年生）
- 四男：四郎（1902年生）
- 五男：護郎（1907年生）
- 六男：録郎（1911年生）
- 七男：七郎（1913年生）
- 養妹：かよ（1877年生）奥村市太郎に嫁ぐ。
- 養従妹：いや（1874年生）山本浅吉に嫁ぐ。
- 実父：岡田逸治郎（1839年－1909年）明治維新後滋賀県県会議長・衆議院議員を務める。
- 実母：岡田いを（1836年－1864年）京都久保籐左衛門の長女。
- 兄：岡田国太郎（1860年－1945年）逸治郎二男（長男夭折のため家督を継ぐ）。東京帝国大学医学部卒医学博士、軍医・細菌学者。
- 妹：岡田みや（1870年―1917年）
- 弟：岡田吉相（1883年－1952年）逸治郎五男。医師（京都東松原にて開業）。
- 弟：岡田信（1885年－1946年）逸治郎六男。大蔵省官僚、銀行家。東洋拓殖理事、台湾総督府財務局長、北海道拓殖銀行頭取、満州興業銀行頭取などを歴任。
- 弟：岡田満（1886年－1962年）逸治郎七男。歯科医師、慶應義塾大学医学部歯学科教授。
- 弟：岡田渡（1892年-1970年）